# NTC aréna
Die NTC aréna ist eine Mehrzweckhalle mit schließbarem Dach im Stadtteil Nové Mesto der slowakischen Hauptstadt Bratislava, Sie ist Teil des Národné tenisové centrum (NTC, deutsch Nationales Tenniszentrum). Sie bietet Platz für 4500 Zuschauer. Bei Konzerten sind es maximal 6076 Plätze. Die Kosten für den Bau lagen bei 20 Mio. Euro.
Hauptsächlich wird die Arena für Tennisspiele genutzt. Die Eröffnung fand am 19. September 2003 statt. Seitdem wird jährlich das Tennisturnier Slovak Open in der Arena ausgetragen. Vom 2. bis 4. Dezember 2005 standen sich die Slowakei und Kroatien (2:3) im Finale des Davis Cup in der Halle gegenüber.
Des Weiteren finden in der Arena auch Konzerte statt. Es traten u. a. die Pet Shop Boys, Anastacia, Status Quo, Joe Cocker, Leonard Cohen, Deep Purple, Diana Krall, die Backstreet Boys, ZZ Top, HIM, The Chemical Brothers, Marilyn Manson, Scooter, Rihanna, Tarja, Blue Effect und Paco de Lucía auf.

## Galerie

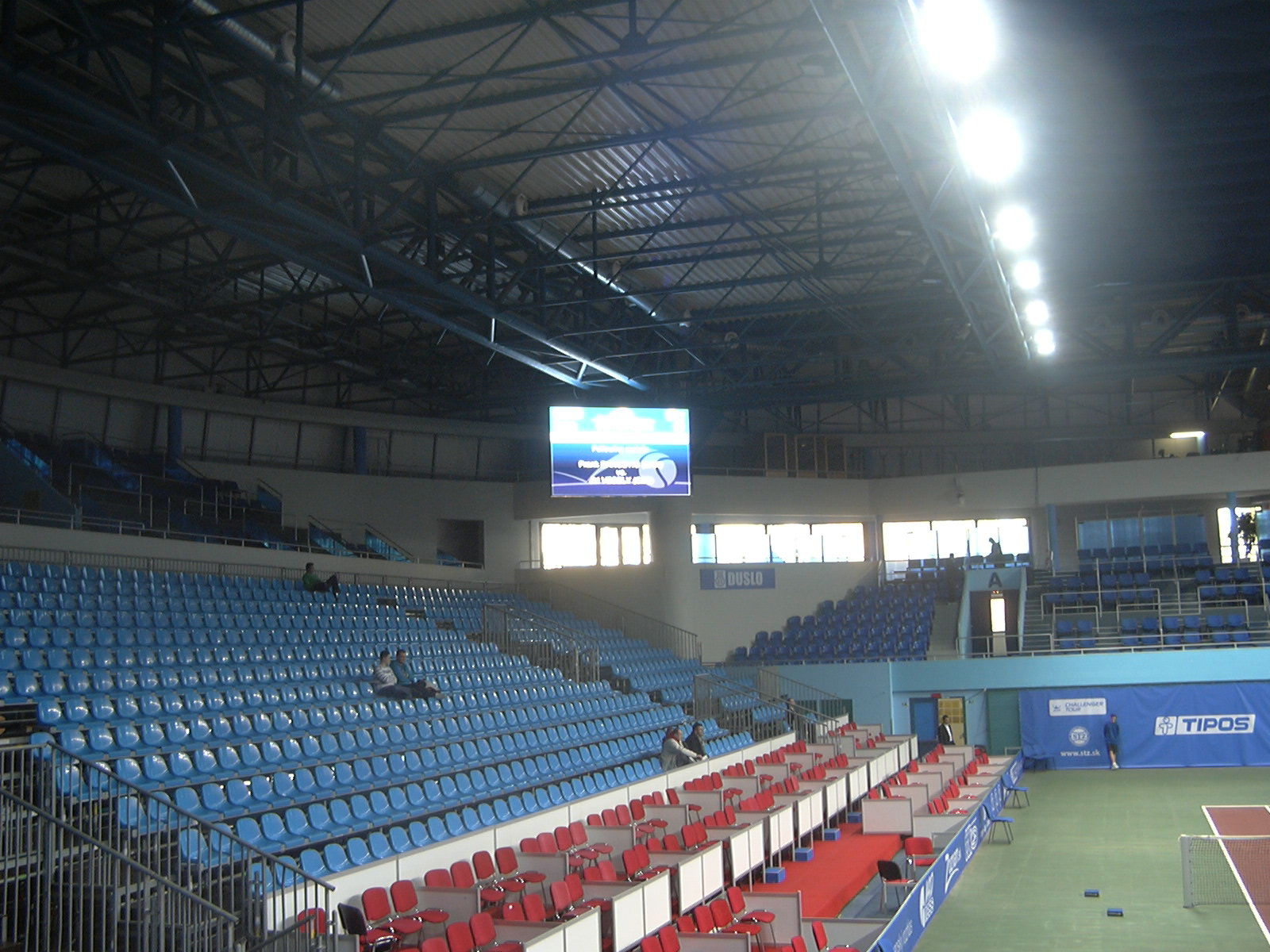
Eine Tribüne der Arena (2011)
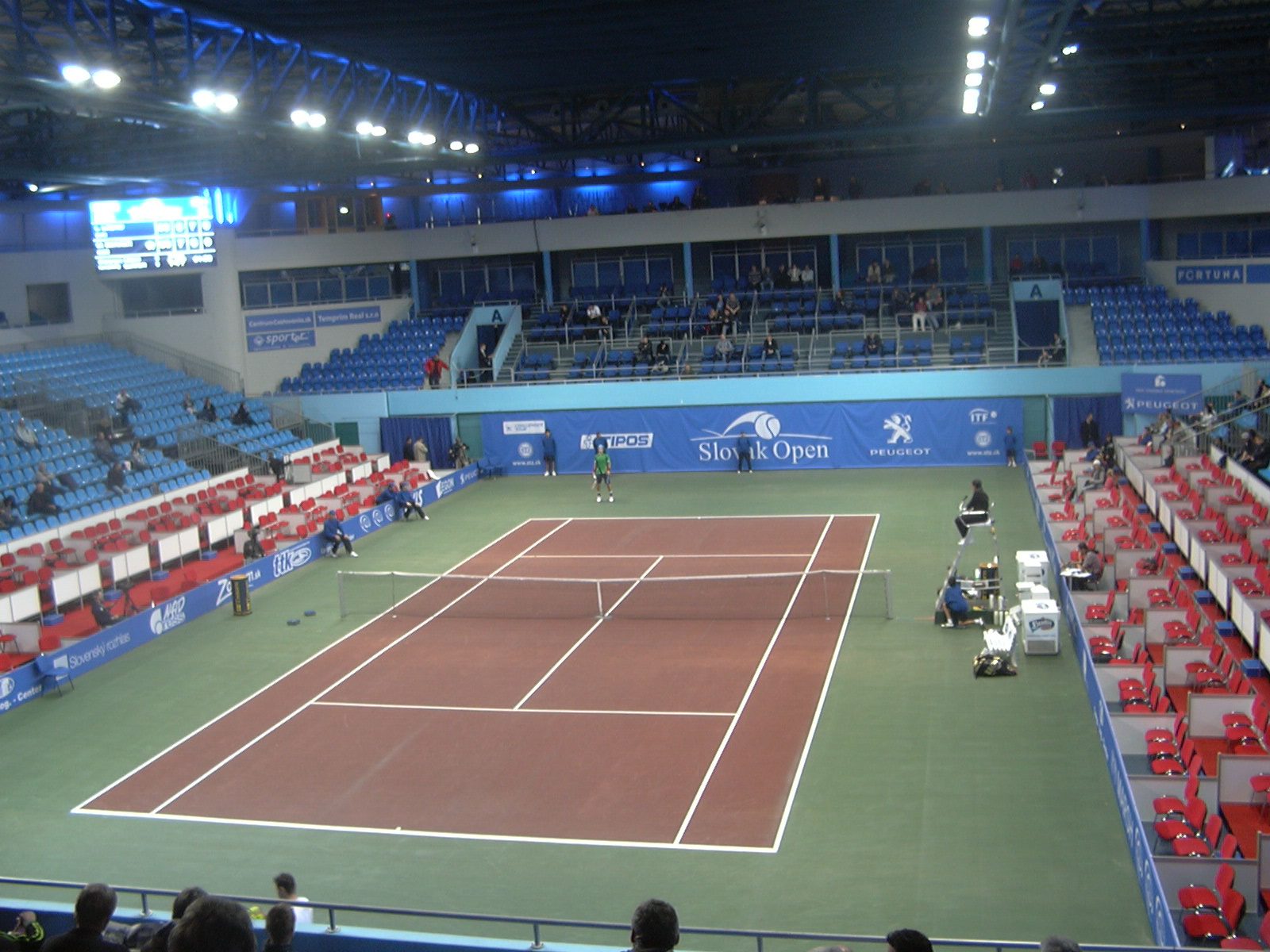
Die Arena beim Achtelfinalspiel Lukáš Lacko gegen Jan Hájek bei den Slovak Open 2011
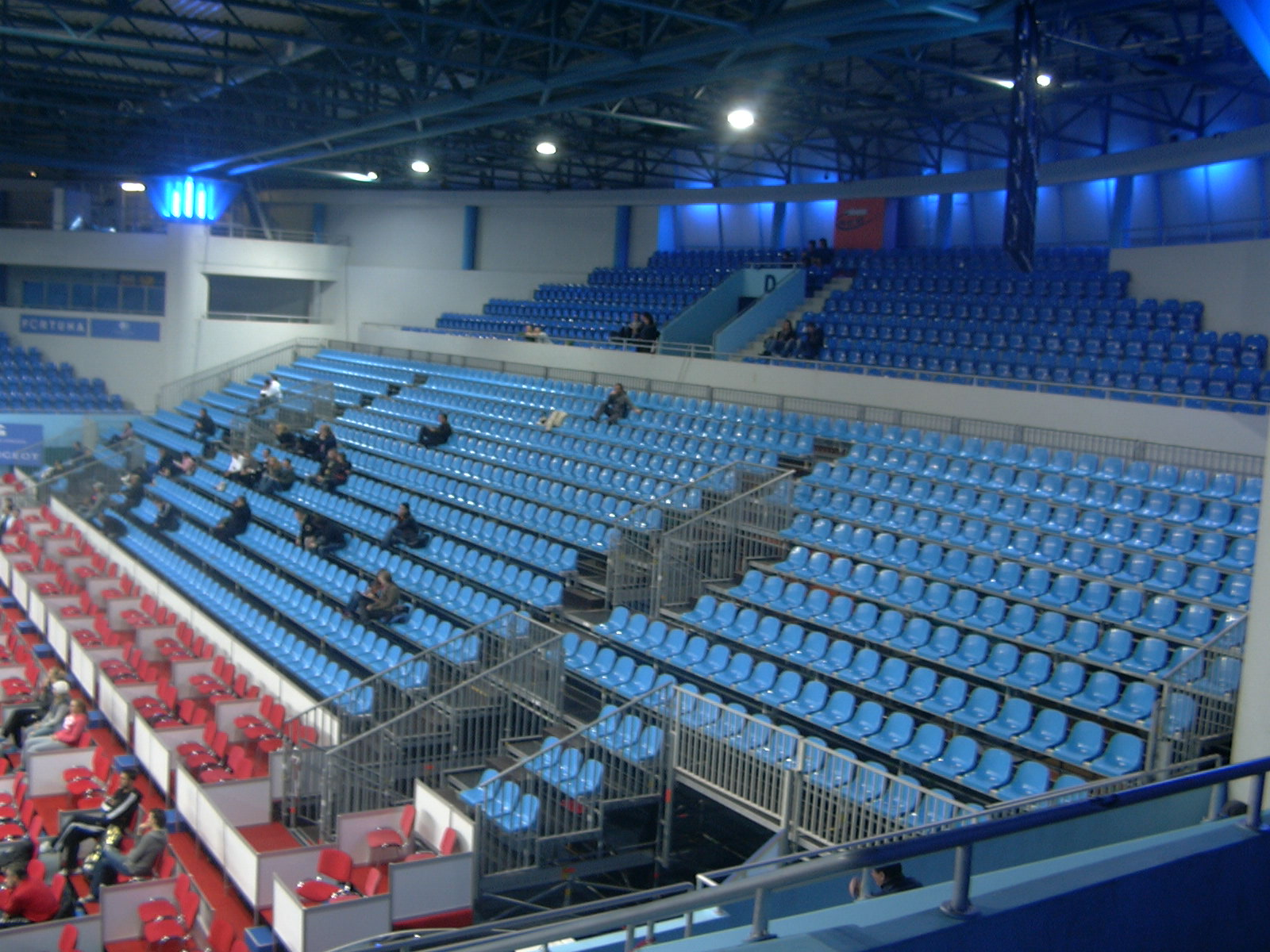
Eine Tribüne der Arena (2011)
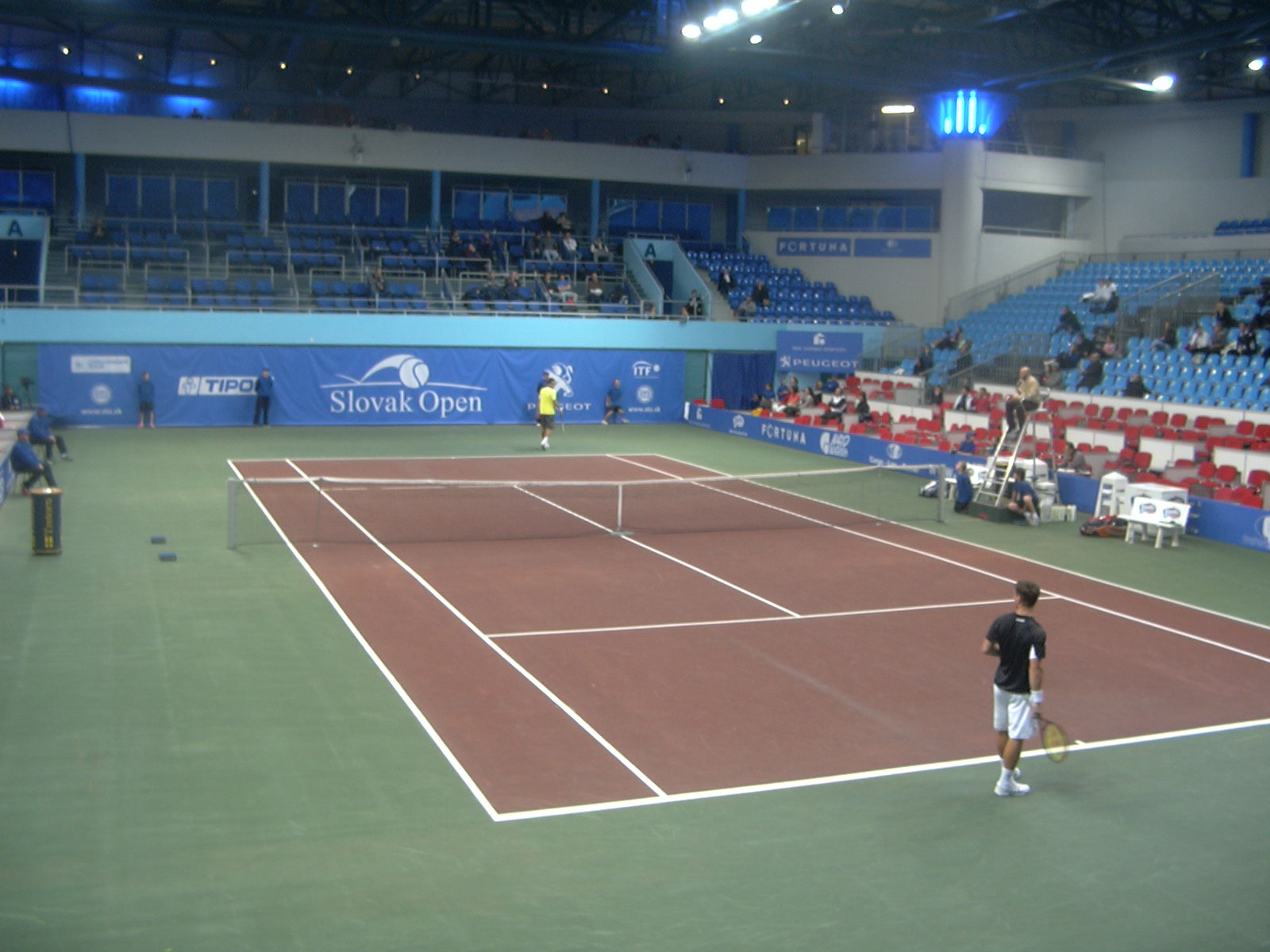
Viertelfinale zwischen Serhij Stachowskyj und Ričardas Berankis bei den Slovak Open 2011